# بنزیدامین
بنزیدامین (به انگلیسی: Benzydamine)
رده درمانی: داروهای ضد التهاب غیر استروئیدی
اشکال دارویی: دهانشویه

## موارد مصرف
بنزیدامین و یکی از مشتقات آن به نام بنزیدامین هیدروکلراید از داروهای ضد التهاب و مسکن موضعی به شمار می‌روند.این دارو در التهابات دردناک گلو و دهان مورد استفاده قرار می‌گیرد.